# Sichem

De ligging van Sichem in het Koninkrijk Israël tijdens de 9e eeuw v.Chr.

Sichem of Shechem (Hebreeuws: שְׁכֶם / שְׁכָם, schechem, aanduiding van het deel van de nek tussen de schouders) was een stad die volgens de Amarna-brieven het centrum was van een Kanaänitische stadstaat. Archeologische overblijfselen gaan terug tot ca. 2000 v.Chr.. De stad werd waarschijnlijk door Sextus Vettulenus Cerialis vernietigd tijdens de Joodse Oorlog (66-70 n.Chr.).
Traditioneel werd Sichem geassocieerd met de huidige stad Nablus op de Westelijke Jordaanoever. Recenter werd de site van Tell Balata in Balata al-Balad op de Westelijke Jordaanoever geïdentificeerd als de plaats van de oude stad Sichem. Deze ruïnes van de stad liggen twee kilometer ten zuidoosten van Nablus.
Volgens een eindrapport over de stratigrafie en architectuur van Tell Balata was de site tussen het einde van de Late Bronstijd (ca. 1150 v.Chr.) en het begin van de vroege IJzertijd (ca. 975 v.Chr.) een tijdlang niet bewoond. Er zijn aanwijzingen dat de site in de Hellenistische periode bewoond bleef tot het einde van de tweede eeuw v.Chr.

## Hebreeuwse Bijbel
In de verhalen in de Hebreeuwse Bijbel was Sichem de eerste plaats waar Abraham stopte nadat hij vanuit Charan Kanaän was binnengetrokken en hij richtte er een altaar voor JHWH op (Genesis 12:5-7). De dochter van Jakob, Dina, werd door de kroonprins van Sichem verkracht. Hierop namen twee van Jakobs zonen, Levi en Simeon, wraak door alle mannelijke inwoners te doden.
Nadat de Israëlieten Kanaän hadden veroverd, riep Jozua de stammen van Israël bijeen in Sichem, richtte een steen op bij de heilige eik en liet de stammen trouw zweren aan God. Ook werd Kanaän onder de verschillende Israëlitische stammen verdeeld. Sichem werd aan de stam van Efraïm toegewezen. De stad werd belangrijk omdat ze dicht bij Bethel en Silo, twee heilige plaatsen, lag.
Abimelech, de zoon van Gideon, riep zichzelf tot koning uit in Sichem (Rechters 9).
Na de dood van Salomo verzamelden de stammen van Israël zich in Sichem om Rechabeam tot koning te zalven. De noordelijke stammen eisten echter dat Rechabeam de dwangarbeid afschafte en de belastingen verlaagde. Toen de nieuwe koning de eisen weigerde in te willigen, scheidden de tien noordelijke stammen zich af en richtten onder leiding van Jerobeam I het Koninkrijk Israël op. Sichem werd de eerste hoofdstad van dit nieuwe koninkrijk. Toen koning Omri Samaria tot zijn hoofdstad maakte, boette Sichem aan belang in. Toen Israël in 722 v.Chr. in handen van de Assyriërs viel, deelde de stad het lot van Samaria.
Na de Babylonische ballingschap werd Sichem het centrum van de Samaritanen, een etno-religieuze gemeenschap.

## Nieuwe Testament
In het Nieuwe Testament wordt (ten onrechte) vermeld dat het graf van de patriarchen in Sichem was (Handelingen 7:16). Deze opvatting werd gedeeld door de kerkvader Hiëronymus van Stridon.

## Archeologie
De archeologische site Tell el-Balata staat op de UNESCO-lijst Inventory of Cultural and Natural Heritage Sites of Potential Outstanding Universal Value in the Palestinian Territories. De bewoning van de plaats gaat 5000 jaar terug, tot de Koper- en Bronstijd. Ongeveer een derde van de tell ligt onder het moderne dorp Balata, een voorstad van Nablus.
De eerste opgravingen van Sichem werden in 1913-1914 gedaan door een Duits team onder leiding van Ernst Sellin. Na de Eerste Wereldoorlog keerde Sellin terug, nu met een Duits-Nederlands team. De Nederlandse hoogleraar Assyriologie Frans Böhl spande zich in om (private) financiering voor de opgraving van Sichem bijeen te brengen in Nederland. De opgravingen vonden plaats van 1926 tot 1934; de laatste seizoenen waren onder leiding van Gabriel Welter. Een aantal vondsten bevindt zich in het Rijksmuseum van Oudheden in Leiden.
Tussen 1956 en 1964 (8 seizoenen) werden er opgravingen gedaan door de American Schools of Oriental Research, Drew University en McCormick Theological Seminary. De Westelijke Jordaanoever stond toen onder bestuur van Jordanië.
In de jaren 2011-2014 werden door Palestijnse archeologen en archeologen van de Universiteit Leiden opgravingen gedaan op Tell Balata en een archeologisch park ingericht. De Nederlandse regering had daarvoor via UNESCO 300.000 euro aan de Palestijnse Autoriteit ter beschikking gesteld.
Onder de vondsten zijn o.a. een klein vierkant altaar, waarschijnlijk gebruikt voor het branden van wierook, en een van de oudste munten die in Palestina gevonden zijn, een Grieks-Macedonische munt van electrum uit ca. 500 v.Chr.